# 933 Susi
Susi è un asteroide della fascia principale del diametro medio di circa 21,82 km. Scoperto nel 1927, presenta un'orbita caratterizzata da un semiasse maggiore pari a 2,3689641 UA e da un'eccentricità di 0,1637123, inclinata di 5,53068° rispetto all'eclittica.
Il 23 aprile 1920 fu dato il nome di 933 Susi all'oggetto denominato 1920 GZ. Tuttavia nel 1928 si scoprì che era lo stesso oggetto già denominato 715 Transvaalia; quindi il nome di 933 Susi fu riutilizzato per l'asteroide 1927 CH scoperto nel 1927 da Karl Reinmuth. Il suo nome è in onore di Mrs. S. Graff, moglie di Kasimir Graff, direttore dell'Osservatorio di Vienna.
Stanti i suoi parametri orbitali, è considerato un membro della famiglia Erigone di asteroidi.